# Батуков, Михаил Сергеевич
Михаи́л Серге́евич Батуко́в (25 ноября 1919 — 6 ноября 2008) — участник Великой Отечественной войны, командир сапёрного отделения 104-го отдельного сапёрного батальона 31-й стрелковой дивизии 46-й армии Степного фронта, старший сержант.
Герой Советского Союза (22.02.1944), старшина запаса (с 1946 года).

## Биография
Родился 25 ноября 1919 года в деревне Дубровка ныне Жиздринского района Калужской области в семье крестьянина. Русский. Член ВКП(б) с 1942 года. Окончил неполную среднюю школу в селе Улемль в 1935 году, школу фабрично-заводского ученичества, Людиновский машиностроительный техникум. Работал токарем на Людиновском машиностроительном заводе.
В Красной армии с 1940 года. После окончания сапёрной школы в Азербайджане направлен служить в одну из частей Закавказского военного округа. Великую Отечественную войну встретил в составе 104-го отдельного сапёрного батальона 31-й стрелковой дивизии. Первое боевое крещение принял у станции Синявская (Неклиновский район Ростовской области) в октябре 1941 года в составе 56-й армии Закавказского фронта (в ноябре 1941 года армия передана в подчинение Южного фронта). При отходе войск минировал мосты, переправы, подступы к переднему краю обороны дивизии. В ноябре 1941 года участвовал в освобождении Ростова-на-Дону, затем в боях на реке Миус и на рубеже Ростовского укреплённого района. В августе-декабре 1942 года 31-я стрелковая дивизия в составе 12-й армии Приморской оперативной группы войск Северо-Кавказского фронта и 18-й армии Черноморской группы войск Закавказского фронта вела бои на туапсинском направлении.
С января 1943 года 104-й отдельный сапёрный батальон в составе 31-й стрелковой дивизии был передан 46-й армии и участвовал в боях по разгрому гитлеровцев на Северном Кавказе. После перегруппирования и пополнения в апреле—июле 1943 года 46-я армия вошла в состав Юго-Западного, а в сентябре — Степного фронта. Участвовала в освобождении Донбасса.
Командир сапёрного отделения 104-го отдельного сапёрного батальона старший сержант Батуков особо отличился при форсировании Днепра у посёлка Аулы (Криничанский район Днепропетровской области).
28—29 сентября 1943 года во время переправы войск 31-й стрелковой дивизии он под артиллерийско-миномётным огнём противника делал за ночь до 16 рейсов, переправляя на десантной лодке бойцов и боеприпасы.
30 сентября в бою на плацдарме сапёрный взвод прикрывал левый фланг стрелкового полка. Батуков обнаружил, что в тыл подразделения пробрались гитлеровские автоматчики. Оценив ситуацию, он вступил в бой один против двенадцати и уничтожил восемь из них. Когда во время боя вышел из строя расчёт 45-миллиметровой пушки, Батуков с двумя бойцами встал к орудию и в упор расстреливал наступающую пехоту гитлеровцев, уничтожив при этом около 30 солдат и офицеров врага. Расстреляв все снаряды, откатил орудие в укрытие и, воспользовавшись замешательством противника, поднял отделение в атаку, ворвался во вражескую траншею и штыковым ударом выбил гитлеровцев с занимаемого рубежа. В рукопашном бою лично уничтожил ещё шесть гитлеровцев.
Указом Президиума Верховного Совета СССР от 22 февраля 1944 года за мужество, отвагу и героизм, проявленные в борьбе с немецко-фашистскими захватчиками, старшему сержанту Батукову Михаилу Сергеевичу присвоено звание Героя Советского Союза с вручением ордена Ленина и медали «Золотая Звезда» (№ 5259).
В дальнейшем Батуков участвовал в освобождении Днепродзержинска, наступлении на кировоградском направлении. У села Покровка (Криничанский район Днепропетровской области) он был контужен и ранен в левую руку. После излечения — вновь в строю. В январе 1944 года 31-я стрелковая дивизия была передана в состав 4-й гвардейской армии и участвовала в Корсунь-Шевченковской операции. В боях в районе Звенигородка-Шпола (Черкасская область) старший сержант Батуков получил тяжёлую контузию.
После возвращения в строй в составе 4-й гвардейской и 52-й армий 2-го и 1-го Украинских фронтов участвовал в Ясско-Кишинёвской, Сандомирско-Силезской, Нижнесилезской и Берлинской операциях. Войну закончил на реке Лаба (северо-восточнее Праги).
В 1946 году старшина Батуков демобилизован. Жил в городе Королёв Московской области. Работал токарем на заводе. Умер 6 ноября 2008 года. Похоронен в Липецкой области , село Пиково.
В Королёве на фасаде здания цеха, в котором работал М. С. Батуков, установлена мемориальная доска.

## Награды
- Медаль «Золотая Звезда» Героя Советского Союза (№ 5259)
- Орден Ленина
- Орден Отечественной войны I степени
- Орден Отечественной войны II степени
- Медали, в том числе:
  - Медаль «За победу над Германией в Великой Отечественной войне 1941—1945 гг.»
  - Юбилейная медаль «Двадцать лет Победы в Великой Отечественной войне 1941—1945 гг.»
  - Юбилейная медаль «Тридцать лет Победы в Великой Отечественной войне 1941—1945 гг.»
  - Юбилейная медаль «Сорок лет Победы в Великой Отечественной войне 1941—1945 гг.»